# Зиньков
Зиньков (укр. Зіньків) — село в Виньковецком районе Хмельницкой области Украины, на реке Ушица (приток Днестра).

## История

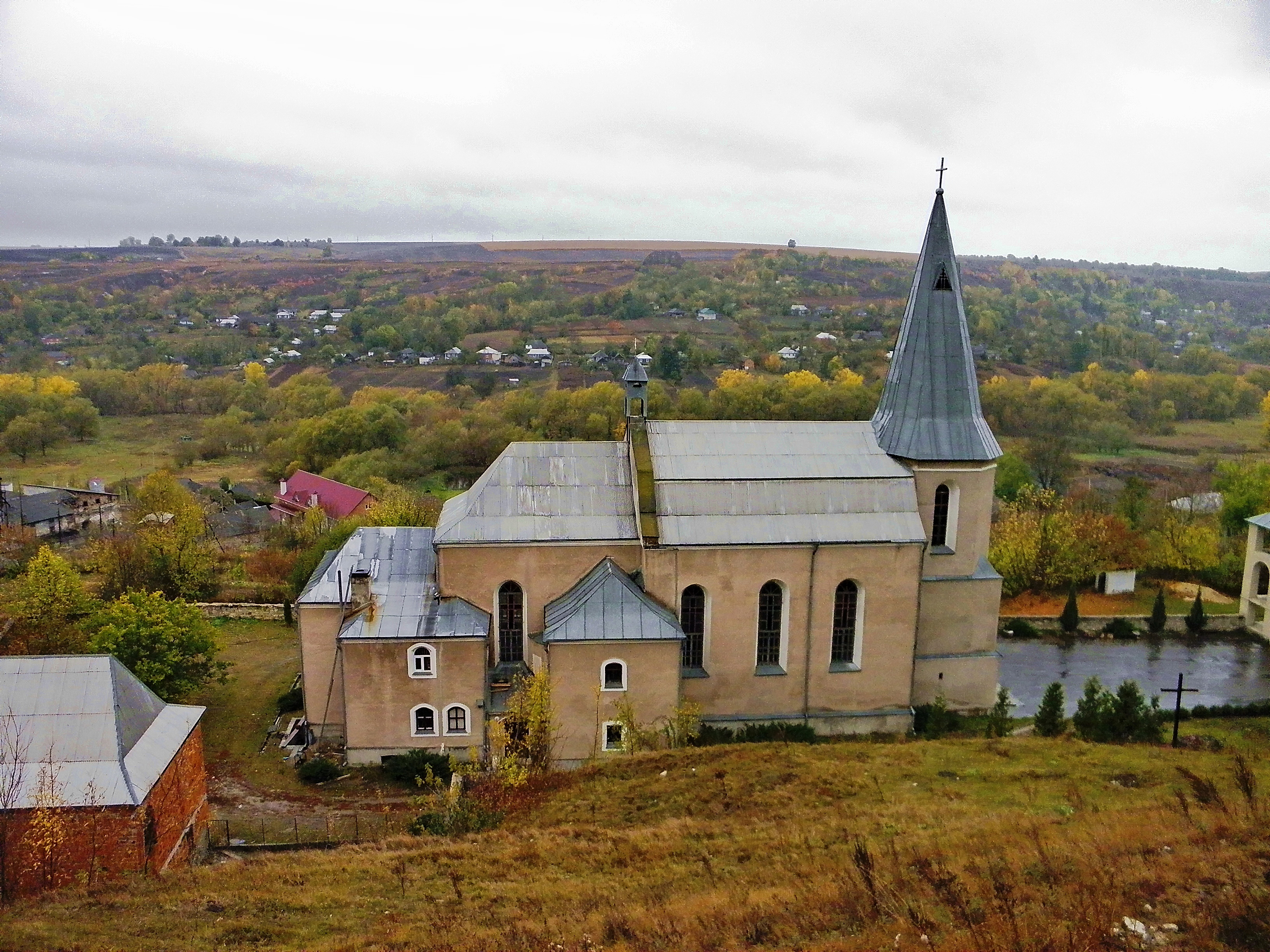
Вид на костёл Святой Троицы

Первое упоминание о Зинькове найдено в документах начала XV в - польский король Владислав II (Ягайло) в 1404 году отдал Зиньков с прилегающими к нему деревнями каменецкому старосте. Великий князь литовский Витовт выкупил Зиньков и в 1430 подарил его Петру Одровонжу, подольскому воеводе, при котором был построен замок. 
В 1458 году Зиньков получил от короля Казимира грамоту на право самоуправления по магдебургскому праву.
В 1683 году дворянин ВКЛ Александр Дионисий Скоробогатый (Войшко-Скоробогатый) являлся участником победоносного сражения с татарами возле Зинькова на Подолье.
В июле 1995 года Кабинет министров Украины утвердил решение о приватизации находившегося здесь птицесовхоза.
Население по переписи 2001 года составляло 1822 человека.
Население по данным 2015 года составляло 1501 человек.

## Известные выходцы из села
- Авербух-Орпаз, Ицхак (1921—2016) — израильский писатель
- Мазур, Алла Григорьевна (род. 1966) — украинская телеведущая новостей 1+1

## Местный совет
32514, Хмельницкая обл., Виньковецкий р-н, с. Зиньков, тел. 0 (3846) 2-52-36.